# Paradisier de Keraudren
Phonygammus keraudrenii
Genre
Espèce
Statut de conservation UICN

 LC  : Préoccupation mineure
Statut CITES
Le Paradisier de Keraudren (Phonygammus keraudrenii anciennement Manucodia keraudrenii) est une espèce de passereaux appartenant à la famille des Paradisaeidae.

## Nomenclature
Lesson & Garnot, 1826, avaient originellement nommé cette espèce Barita Keraudrenii en honneur à Pierre F. Keraudren, Inspecteur Général du service médical de la Marine Française et ont instauré le genre Phonygammus qui tire sa racine du grec  (phone : voix et gamma : gamme).

## Distribution
Espèce largement répandue à travers la Nouvelle-Guinée et quelques îles voisines mais dans une distribution discontinue, en taches plus ou moins importantes, et correspondant
globalement aux différentes sous-espèces. Une sous-espèce est également présente dans la péninsule du Cap York et dans deux îles adjacentes en Australie.

## Sous-espèces
D'après la classification de référence (version 14.2, 2024) du Congrès ornithologique international, cette espèce est constituée des neuf sous-espèces suivantes (ordre phylogénique) :
- P. k. keraudrenii (Lesson & Garnot, 1826) — ouest de la Nouvelle-Guinée : Vogelkop (ouest des monts Tamrau et monts Arfak), ouest des monts Fakfak, monts Weyland.
- P. k. neumanni Reichenow, 1918 — centre-nord-est de la Nouvelle-Guinée (monts Bewani et Torricelli, Lordberg, Schrader, rivières Sepik, Jimi et Baiyer).
- P. k. adelberti Gilliard & LeCroy, 1967 — nord-est de la Nouvelle-Guinée (monts Adelbert).
- P. k. purpureoviolaceus A. B. Meyer, 1885 : est de la Nouvelle-Guinée (Kuper, aire de Wau et monts Owen Stanley).
- P. k. hunsteini Sharpe, 1882 — îles d'Entrecasteaux (Fergusson, Goodenough, Normanby).
- P. k. jamesii Sharpe, 1877 — îles Aru, sud de la Nouvelle-Guinée, au sud d’une ligne reliant la rivière Mimika à l’ouest et Port Moresby à l’est, avec les îles Boigu et Saibai dans le détroit de Torrès.
- P. k. gouldii (G. R. Gray, 1859) — extrême nord et est de la péninsule du cap York avec les îles adjacentes Albany et Mai, Australie (Ottaviani 2012).

## Habitat
Son milieu de prédilection est la forêt intérieure et les épais buissons où il garde le couvert végétal. Il apparaît plus rarement à la lisière des forêts, dans les clairières ou les jardins.

## Alimentation
Il recherche activement insectes, baies et fruits, avec une préférence pour les figues (Frith & Frith 2009). Ottaviani (2012) confirme la consommation de Ficus destruens et répertorie une autre plante, photo à l’appui, une sapotacée du genre Palaquium.

## Mœurs
Il fréquente la couronne des grands arbres, souvent en couples, en groupes ou même avec d’autres oiseaux. Il est généralement difficile à observer et plus souvent entendu que vu. Son camail de plumes effilées n’est distinctif qu’à proximité. Malgré son mode de vie effacé, il est d’une nature plutôt curieuse, si bien que de nombreux piégeurs l’ont collecté en grands nombres par simple imitation de son cri (Gilliard 1969).

## Voix
Le terme anglais « Trumpet Manucode » provient de la résonance particulière de son cri. Le nom indigène « caloo-caloo » n’est autre que la transcription phonétique de son cri.

## Parade nuptiale
Pendant la parade, qui se passe généralement sur une grosse branche horizontale à une dizaine de mètres de hauteur, le mâle (que l’on identifie à sa plus grande taille), se tourne vers la femelle et abaisse fortement le corps contre le perchoir. Puis il se relève légèrement, déploie les ailes, gonfle les plumes du corps et lance un kraughhhhh puissant, discordant et étiré. Puis il affine son plumage et replie les ailes. Enfin, il se rapproche de la femelle qui, le plus souvent, s’envole vers une autre branche où elle est immédiatement rejointe jusqu’à ce que l’accouplement ait lieu (Gilliard 1969).
La parade nuptiale n’avait jusqu’alors jamais été photographiée mais Ottaviani (2012), grâce à un cliché unique de Philippe Verbelen, a pu combler cette lacune.

## Nidification
Le nid de ramilles et de sarments de vigne sauvage est fixé dans une enfourchure bien dissimulée dans les frondaisons jusqu’à 20 m de hauteur. Il contient deux œufs rosé pâle striés et tachés de brun-rouge, de gris et de gris-violet (Gilliard 1969).

## Statut
L’espèce est peu commune et sporadique dans les îles Aru, également sporadique en Nouvelle-Guinée avec des populations isolées sur la côte nord. La population australienne,
en raison d’une limitation de son habitat, est très disséminée (Frith & Frith 2009).